# Migdal HaEmek
Migdal HaEmek (in ebraico מִגְדַּל הָעֶמֶק‎?) è una città israeliana, situata nel Distretto Settentrionale. Nel 2007, la popolazione ammontava a 24.800 abitanti.